# Eugen Sutermeister
Eugen Sutermeister (* 1862; † 1931) foi um escritor e pregador protestante suíço e fundador da organização para surdos Sonos.
Com 4 anos de idade perdeu seu sentido de ouvido por causa de uma meningite. Fez aprendizagem de gravura. Em 1896 publicou suas canções de um surdo.